# Ostpreußen-Kaserne
Die Ostpreußen-Kaserne war eine Kaserne der Bundeswehr in Homberg (Efze), in der seit 1967 Versorgungs-, Nachschub- und Instandsetzungseinheiten der Panzergrenadierbrigade 5 sowie zwischen 1981 und 1992 das teilaktive Panzergrenadierbataillon 51 untergebracht waren. Die Kaserne wurde nach der preußischen Provinz Ostpreußen benannt. Sie umfasste 20,1 Hektar. Nach der zivilen Konversion der Flächen wurden Teile der Kasernenanlagen abgebrochen, andere Flächen für die Gewinnung von Solarenergie verwendet.

## Bau und Nutzungsgeschichte

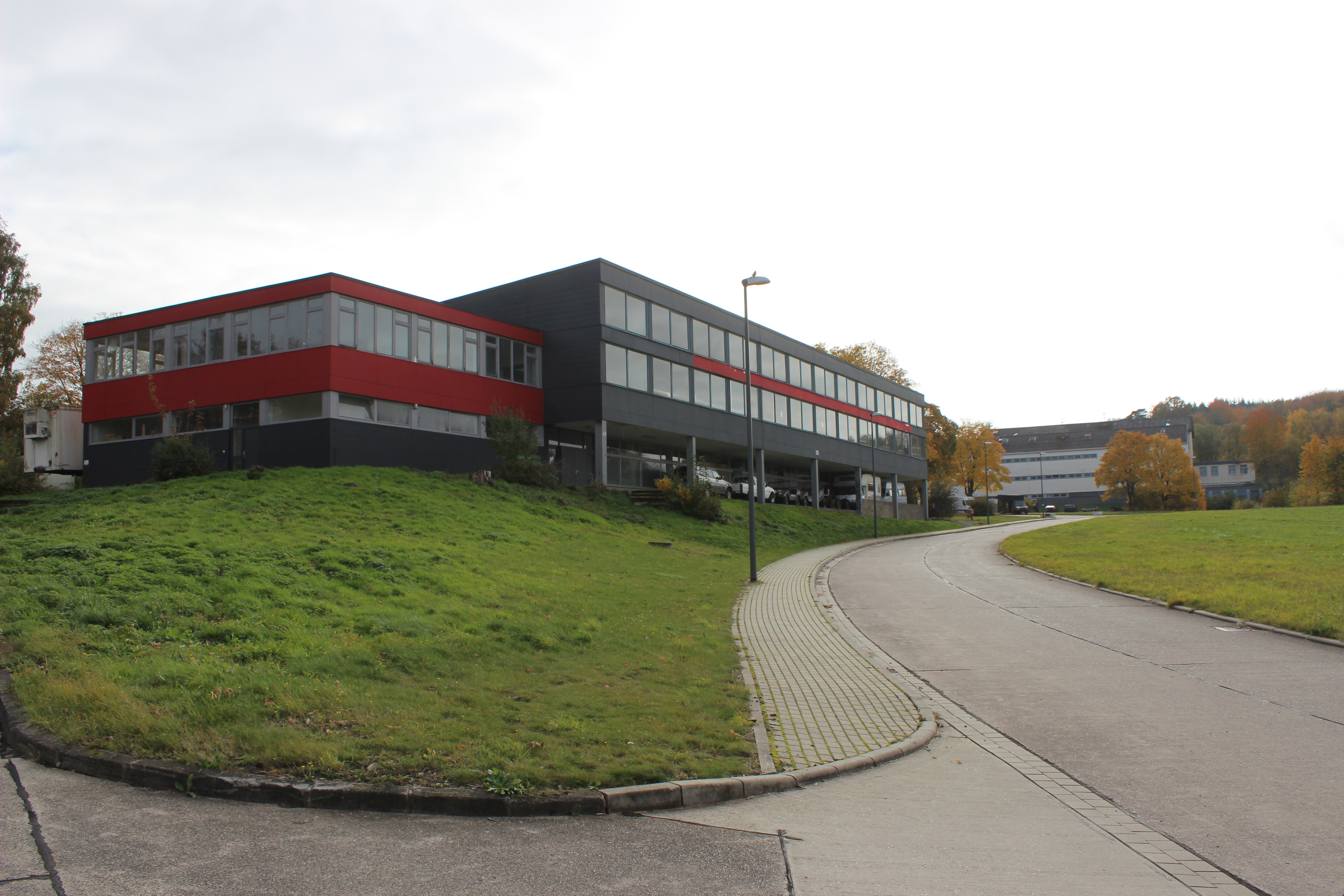
Ehemalige Ostpreußen-Kaserne Gebäude U4 (2021)

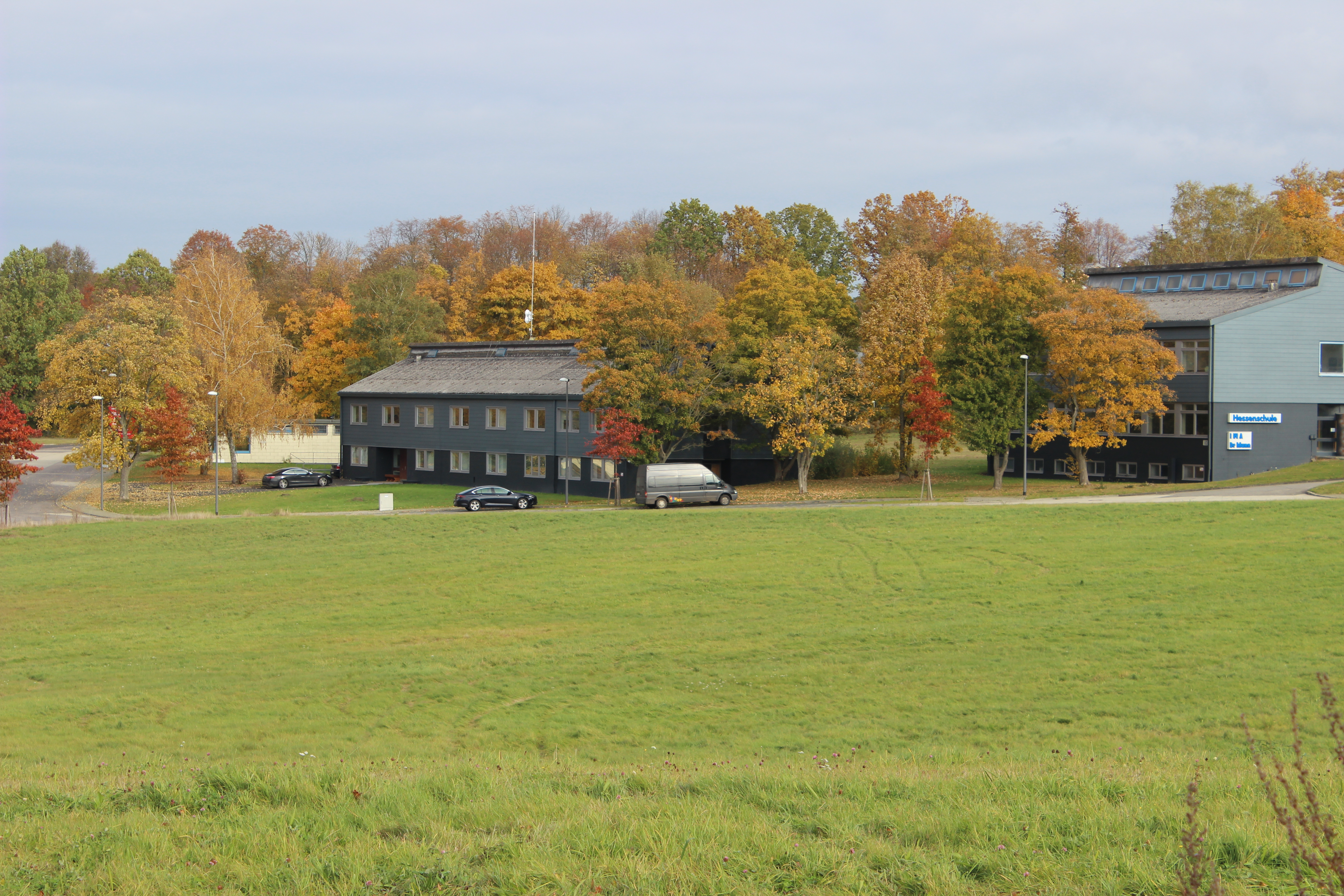
Ehemalige Ostpreußen-Kaserne Gebäude U2 und U3 (2021)

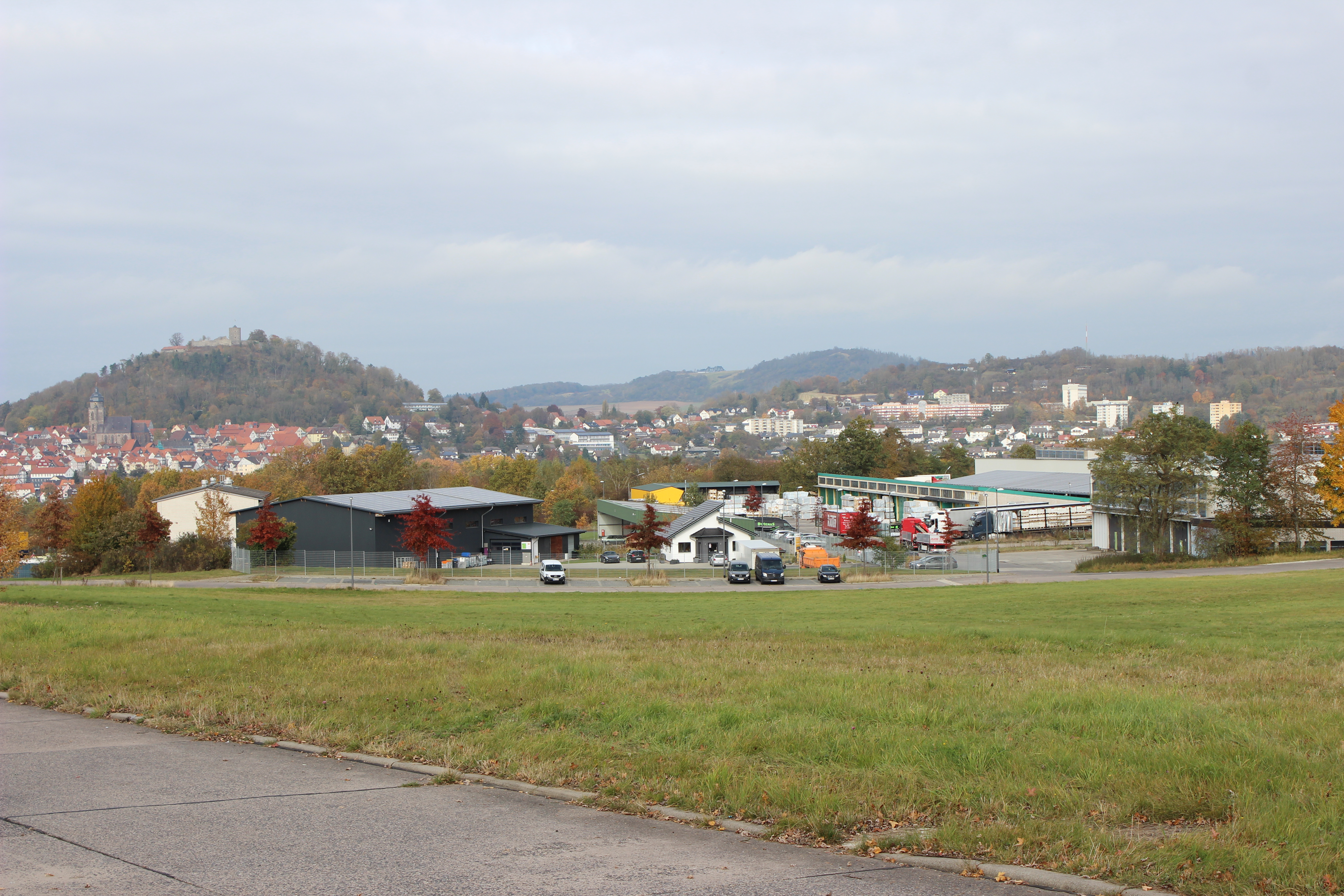
Ehemalige Ostpreußen-Kaserne, T-Bereich (2021), und Blick auf Homberg (Efze)

Nachdem sich bereits 1955 die Stadt Homberg/Efze um die Stationierung der Bundeswehr bemüht hatte und 1957 dem Bau einer Kaserne sowohl durch den Bundesminister der Verteidigung, als auch durch die hessische Landesregierung die Zustimmung erteilt worden war, konnte am 20. September 1961 die erste Kasernenanlage, die spätere Dörnberg-Kaserne, durch den Stab der Panzergrenadierbrigade 5 und das Feldartilleriebataillon 55 bezogen werden. Bereits zu diesem Zeitpunkt stand fest, dass diese Kaserne jedoch zu geringe Kapazitäten bot, um auch noch das für den Standort Homberg/Efze vorgesehene Versorgungsbataillon 56 der Panzergrenadierbrigade 5 aufzunehmen. Es sollte nachfolgen, wenn hierfür noch vor Ort Platz geschaffen ist.
Bis 1967 wurden sodann auf einer südlich der Stadt gelegenen Fläche, die sich westlich an die bestehende Dörnberg-Kaserne anschloss und lediglich durch die Kreisstraße 36 nach Waßmuthshausen von ihr getrennt war, 7 Unterkunftsgebäude, 1 Stabsgebäude, 1 Wirtschaftsgebäude, über 20 Gebäude im Technischen Bereich, Sportstätten, 1 Unterrichtsgebäude sowie verschiedene andere Einrichtungen erbaut. Am 12. Juli 1967 wurde die Kaserne der Bundeswehr übergeben und zugleich als „Ostpreußen-Kaserne“ benannt.
Damit konnte das Versorgungsbataillon 56 einziehen. Diese Einheit war am 1. März 1959 im Zuge der Heeresstruktur 2, nach der die Brigaden über ein eigenes Versorgungsbataillon verfügen sollten, aufgestellt worden. Sie war zunächst in der Georg-Friedrich-Kaserne in Fritzlar stationiert worden, wobei die 2. Kompanie am 20. September 1961 in die Dörnberg-Kaserne bereits umgezogen war. Doch bereits mit Einnahme der Heeresstruktur 3 wurden die Versorgungsbataillone der Brigaden wieder aufgelöst. Dies hatte zur Folge, dass am 30. März 1972 zunächst aus der 4./Versorgungsbataillon 56 die Nachschubkompanie 50 hervorging, die der Panzergrenadierbrigade 5 unterstellt war und weiterhin in der Ostpreußen-Kaserne stationiert blieb. Sodann erfolgte am 1. Juli 1972 die Bildung der Instandsetzungskompanie 50 aus der am 1. April 1959 aufgestellten 3. Kompanie des Versorgungsbataillons 56. Auch sie war der Panzergrenadierbrigade 5 zugeordnet. Am 1. Oktober 1972 wurde das Versorgungsbataillon 56 schließlich aufgelöst.
In der Ostpreußen-Kaserne wurde am 1. April 1976 die Panzerjägerkompanie 50 neu aufgestellt. Dies war erforderlich geworden, weil die in Wolfhagen in der Pommern-Kaserne bisherige Panzerjägerkompanie im Zuge der Erprobung der Heeresstruktur 4 in Panzerjägerkompanie 340 umbenannt und der Panzerbrigade 34 unterstellt worden war. Die neue Panzerjägerkompanie 50 verblieb in Homberg/Efze bis zu ihrer Auflösung zum 31. März 1992.
Die Heeresstruktur 4 brachte die Aufstellung des Panzergrenadierbataillons 51 (teilaktiv) zum 1. Oktober 1980 in der Ostpreußen-Kaserne. Die gekaderte 1. Kompanie des Bataillons war unmittelbar der Panzergrenadierbrigade 5 unterstellt und ebenfalls in der Ostpreußen-Kaserne stationiert. Die 2. Kompanie war dem Panzergrenadierbataillon 52 zugeordnet und in der Alheimer-Kaserne in Rotenburg an der Fulda beheimatet. Die 3. Kompanie unterstand dem Panzergrenadierbataillon 53 und war in der Georg-Friedrich-Kaserne Fritzlar untergebracht. Die 4. Kompanie gehörte dem Panzerbataillon 54 an und war in der Blücher-Kaserne stationiert. Zum 30. September 1992 wurde das Panzergrenadierbataillon 51 wieder aufgelöst. Die 3./Feldersatzbataillon 105 war als Geräteeinheit in den 1980er Jahren in der Kaserne eingelagert.
Die Luftwaffe gab nach dem Ende des Kalten Krieges in der Ostpreußen-Kaserne ein kurzes Intermezzo. Im August 1990 verlegte die 4. Staffel des Flugabwehrraketengeschwaders 38 nach Homberg. Ihre Einsatzstellung befand sich nun auf dem Semmelberg der Gemeinde Knüllwald (50° 55′ 37″ N, 9° 29′ 59″ O). Das Geschwader war am 1. August 1959 als Luftwaffenflugabwehrbataillon 46 in Nörvenich aufgestellt worden. Am 1. August 1962 verlegte zunächst der Stab, ab dem 15. Februar 1964 auch die Batterien in die Kaserne Haus Hardt. Doch bereits am 1. Juli 1965 erfolgte die Umbenennung in Flugabwehrraketenbataillon 38. Ende 1965 zog das Bataillon nach Alt Duvenstedt-Krummenort bei Rendsburg. Die 3. Batterie wurde in Windbergen stationiert (54° 2′ 17″ N, 9° 33′ 0″ O), während die 4. Batterie zunächst nach Krummenort (54° 20′ 15″ N, 9° 35′ 14″ O), 1967 nach Schafstedt (54° 4′ 33″ N, 9° 18′ 40″ O) und schließlich 1970 nach Wesselburener Deichhausen kam (54° 10′ 5″ N, 8° 57′ 4″ O). Das Bataillon selbst erhielt die Wulf-Isebrand-Kaserne in Heide am 7. Oktober 1967 als neuen Standort. Im Zuge der Einnahme der Luftwaffenstruktur 3 wurde es am 1. Oktober 1989 in Flugabwehrraketengeschwader 38 umbenannt. Aus den Batterien wurden Staffeln. Am 1. April 1990 erfolgte der Unterstellungswechsel zum Flugabwehrraketenkommando 4. Im August 1990 verlegte das gesamte Geschwader in neue Standorte in Nordrhein-Westfalen und Hessen. Das Geschwader lag mit seinem Stab in Burbach (Siegerland). Die 3. Staffel kam zunächst nach Lich (50° 33′ 33″ N, 8° 48′ 50″ O). Am 1. Januar 1993 wurde das Geschwader in Flugabwehrraketengruppe 38 umbenannt. Im November 1993 gab die 3. Staffel den Standort Lich auf und verlegte ebenfalls nach Homberg in die Ostpreußen-Kaserne. Doch bereits am 31. Dezember 1995 folgte die Deaktivierung der 3. und 4. Staffel sowie ihre Umwandlung in Geräteeinheiten als neue 5. und 6. Staffel. Sie wurden schließlich am 31. Dezember 2001 aufgelöst. Ihrem Schicksal folgte ein Jahr später auch die gesamte Flugabwehrraketengruppe 38.
Mit der Heeresstruktur 5 wurde zum 1. April 1993 aus der Instandsetzungskompanie 50 die 4. Kompanie des Instandsetzungsbataillons 51 mit neuem Standort in der Herrenwald-Kaserne Stadtallendorf. Die Nachschubkompanie 50 wurde am 1. April 1993 zur 9./Nachschubbataillon 51, verblieb jedoch in der Ostpreußen-Kaserne. Am 1. Oktober 1996 wurde sie am Standort zur 2./Nachschubbataillon 52 als Geräteeinheit umgegliedert. Zum 30. Juni 2003 wurde diese Einheit schließlich aufgelöst.
Zur medizinischen Versorgung war in der Ostpreußen-Kaserne der Sanitätsbereich 44/1 zwischen dem 1. Juli 1972 und dem 30. Juni 1997 mit Material ausgestattet und das Sanitätszentrum 405 vom 1. April 1986 bis 30. September 1996 eingerichtet. Die Zahnstation (Terr) H 429 bestand ab 1. Juli 1973 und wurde zum 1. April 1981 in die Zahnarztgruppe 405/1 umgegliedert, die schließlich zum 31. Dezember 1998 aufgelöst wurde.
Der Katholische Standortpfarrer Homberg war zwischen dem 1. Mai 1955 und dem 30. Juni 2007 eingesetzt. Der Kasernenkommandant war mit Unterstützungspersonal vom 1. Oktober 1981 bis zum 31. Dezember 2005 hier tätig.
Der Standort verfügte über einen Standortübungsplatz mit ca. 300 Hektar Gesamtfläche, auf dem die Standortschießanlage 441/2 zwischen dem 1. April 1972 und dem 30. November 2000, die Übungsschießanlage Fliegerabwehr aller Truppen 441/2 zwischen dem 1. Oktober 1975 und dem 31. Oktober 2005 sowie die Standortmunitionsniederlage 441/5 zwischen dem 1. April 1981 und dem 30. September 2000 eingerichtet waren. Zudem bestand die Standortfernmeldeanlage 415/122.
Die Ostpreußen-Kaserne wurde zum 31. Dezember 2005 geschlossen.

## Konversion
Eine noch vor der Aufgabe der Kaserne durch die Bundeswehr für das Hessische Ministerium für Wirtschaft, Verkehr und Landesentwicklung im Jahr 2005 erstellte Studie zur Nachnutzung der ehemaligen militärischen Liegenschaften bescheinigte für den zum Januar 2006 freiwerdenden Standort einen mittelmäßigen bis guten baulichen Zustand. Für das Abwassernetz lag bereits eine Schadensfeststellung und ein Sanierungskonzept vor, eine Umsetzung war jedoch noch nicht erfolgt. Allerdings kam die Studie zu dem Ergebnis, dass von einer Nutzung oder Entwicklung der Ostpreußen-Kaserne abzusehen sei. Begründet wurde dies zum einen in der zurückhaltenden gewerblichen Nachfrage in der Region und eine prognostizierte negative demografische Entwicklung für den Schwalm-Eder-Kreis, die dazu führten, dass die Entwicklungspolitik der Kommunen auf die Bestandssicherung gewerblicher Ansiedlungen und nur äußerst moderate Erweiterung ausgerichtet werden müsse. Da das vorhandene Gewerbegebiet Knüllwald-Remsfeld mit direktem Autobahnanschluss an die Bundesautobahn 7 noch Kapazitäten habe und darüber hinaus ein rund 48 Hektar großes interkommunales Gewerbegebiet Homberg/Knüllwald/Schwarzenborn in Planung sei, wurde eine Entwicklung der Ostpreußen-Kaserne nicht empfohlen. Nachdrücklich warnte die Studie vor einer Splitternutzung einzelner Teile der Kaserne. Die Studie riet davon ab, das Kasernengelände oder auch nur Teilflächen für Siedlungszwecke wie Wohnen, Gewerbe, Dienstleistungen oder Sondernutzungen auszuweisen. Weder die Übernahme der Infrastruktur, noch die Grundstücke sollten in kommunales Eigentum überführt werden. Vielmehr sei es nicht unwahrscheinlich, dass „die Ostpreußen-Kaserne absehbar keiner Nutzung zugeführt werden kann und als Militärbrache liegen bleibt“. Deshalb sei sogar ein Rückbau der Kasernenanlagen auf Kosten des Bundes ins Auge zu fassen.
Die Bundesanstalt für Immobilienaufgaben übernahm nach der Aufgabe der Ostpreußen-Kaserne zunächst die Vermarktung der Kasernenflächen.
2008 fand vom 6. bis 15. Juni der 48. Hessentag in Homberg statt. Die Hessentagsarena war im Herzen der Ostpreußen-Kaserne auf einem Freigelände zwischen den ehemaligen Unterkunftsgebäuden eingerichtet. Es traten u. a. Herbert Grönemeyer, Die Ärzte und das Classic Rock Open Air mit Journey, Kansas und REO Speedwagon auf.
Am 11. Dezember 2008 fasste der Stadtrat von Homberg (Efze) den Beschluss zur Aufstellung des Bebauungsplans Nr. 60 „Gewerbegebiet ehemalige Ostpreußenkaserne“.
2009 signalisierte die Stadt Homberg/Efze die Absicht, die Kasernenareale der Dörnberg- und der Ostpreußenkaserne erwerben zu wollen. Daraufhin stellte die Bundesanstalt für Immobilienaufgaben ihre Vermarktungsbemühungen ein und räumte der Stadt ein Vorkaufsrecht auf die Flächen ein. Der Erwerb der Grundstücke durch die Stadt gestaltete sich jedoch schwierig und verzögerte sich.
Am 18. November 2010 fasste der Stadtrat von Homberg (Efze) den Beschluss zur Aufstellung des Bebauungsplans Nr. 61 „Sondergebiet Photovoltaik“. Gegenstand war die Ausweisung von Flächen des ehemaligen Standortübungsplatzes für den Bau von Solaranlagen. Zugleich wurde die Aufstellung eines weiteren Bebauungsplans Nr. 62 für ein Sondergebiet Photovoltaik nördlich und südlich der ehemaligen Standortschießanlage beschlossen. Hierfür wurden zwar später Planungsleistungen vergeben. Das Verfahren wurde schließlich jedoch auf Eis gelegt, so dass ein Satzungsbeschluss bisher nicht zustande gekommen ist.
Am 15. Dezember 2011 beschloss die Stadtverordnetenversammlung, den Kauf der Kasernenflächen von der Bundesanstalt für Immobilienaufgaben durch eine Arbeitsgruppe zu prüfen und weitere Schritte vorzubereiten, wie den Grunderwerb sowie die Vermarktung des Areals. Im Februar 2012 bekräftigte der damalige Bürgermeister von Homberg (Efze) seine Absicht, die Kasernengrundstücke vom Bund erwerben zu wollen. Interessenten für Gewerbeansiedlungen seien durch die Arbeitsgruppe eingeladen worden.
Am 4. April 2012 entschied sich die Stadtverordnetenversammlung mehrheitlich für den Kauf eines 18 Hektar großen Teilstücks des Bundeswehrgeländes für einen Kaufpreis von 500.000 Euro zuzüglich 50.000 Euro Nebenkosten vom Bund, um den Weg frei zu machen für die Errichtung einer Photovoltaikanlage. Ein Investor aus München hatte sich bereiterklärt, das Grundstück sodann von der Stadt für jährlich 75.000 Euro zu pachten. Die Entscheidung war umstritten. Der Kauf sollte über die Hessische Landgesellschaft abgewickelt werden.
Am 12. Juni 2012 wurde der Bebauungsplan Nr. 61 „Sondergebiet Photovoltaik“ beschlossen. Er trat am 12. Juli in Kraft. Mitte Juli 2012 begannen die Arbeiten für die Errichtung der Photovoltaikanlage. Ende September 2012 wurde der Solarpark vom Energienetzbetreiber abgenommen. Ein Unternehmen aus Tauberbischofsheim hatte die 7,5-Megawatt-Anlage zwischenzeitlich vom Investor erworben. Insgesamt waren 11 Millionen Euro in die Errichtung der damals drittgrößten hessischen Anlage mit 30.000 Solarmodulen geflossen. Doch erst ab Januar 2013 begann die Gewinnung und Einspeisung von Strom. Indes beschäftigte die Höhe der Einspeisevergütung die Staatsanwaltschaft Kassel, weil diese für Konversionsflächen höher ausfällt, jedoch die Zulässigkeit einer derartigen Einstufung des Sondergebietes Photovoltaik bezweifelt wurde. In diesem Zusammenhang wurde im Oktober 2013 auch das Homberger Rathaus durchsucht, um Aktenmaterial zum Vorgang zu sichern. Erst im November 2017 klärte eine Zivilkammer des Landgerichts Kassel, dass es sich bei den im Sondergebiet gelegenen Grundstücken um Konversionsflächen handelt und damit der Höchstsatz der Einspeisevergütung dem Anlagenbetreiber zusteht. Damit erhielt die Stadt für die zurückliegenden vier Jahre Pachteinnahmen aus dem für 20 Jahre abgeschlossenen Vertrag, die die Grundstücke von der Hessischen Landgesellschaft nach einem Beschluss der Stadtverordnetenversammlung vom 5. November 2015 für 422.000 Euro erworben hatte.
Am 12. Juni 2012 wurde der Stadtverordnetenversammlung von Homberg schließlich der Gesamterwerb der Restflächen der Dörnberg-Kaserne, der gesamten Ostpreußen-Kaserne sowie von Teilflächen des Standortübungsplatzes zur Entscheidung vorgelegt. Nach einer kontroversen Beratung stimmte schließlich die Mehrheit des Gremiums für den Kauf der ehemaligen Kasernenflächen. Eine Bürgerinitiative kündigte nach der Sitzung an, Unterschriften für ein Bürgerbegehren gegen den Erwerb der Kasernenareale sammeln. Der damalige Bürgermeister wies die Kritik am Kauf zurück und betonte, dass durch die Ansiedlung von Gewerbebetrieben für die Pyrolyse von Altreifen, für eine Algenzucht und weiteren Unternehmen 100 Arbeitsplätze geschaffen werden könnten. Ein Gesamterwerb der Flächen sei notwendig, um die Entscheidungsfreiheit der Kommune über die Konversion zu erhalten. Die Kommunalaufsicht sah den geplanten Kauf aufgrund der sich aus ihm ergebenden hohen finanziellen Verpflichtungen einerseits und der Haushaltssituation der Stadt andererseits nicht unkritisch. Gleichwohl wurde auch bescheinigt, dass ein solcher Erwerb für die Entwicklung einer Kommune erforderlich sein kann.
Das gegen den Kasernenkauf durch die Stadt initiierte Bürgerbegehren erhielt zwar etwa 2000 Unterstützungsunterschriften. Am 30. August 2012 lehnte der Stadtrat die Bürgerbeteiligung jedoch aufgrund formaler Fehler ab. Ein hiergegen gerichteter Eilantrag wurde vom Verwaltungsgericht Kassel zurückgewiesen. Am 25. September 2012 erfolgte der Kauf der Restflächen der Dörnberg-Kaserne sowie der Ostpreußenkaserne mit Standortschießanlage und Teilen des Standortübungsplatzes mit insgesamt 47 Hektar im Auftrag der Stadt Homberg/Efze durch die Hessische Landgesellschaft von der Bundesanstalt für Immobilienaufgaben für 1,3 Millionen Euro. Für die Konversion der Flächen waren Fördermittel im Umfang von 1,75 Millionen Euro in Aussicht gestellt. Der Kauf des Geländes noch vor der Entscheidung über das Bürgerbegehren im Hauptsacheverfahren wurde von der Fraktion von Bündnis 90/Die Grünen im Stadtrat kritisiert. Angedacht war eine Ausweisung von rund 20 Hektar als Gewerbegebiet und 21 Hektar als Industriefläche. Die Stadt Homberg/Efze sollte die Erschließung der Flächen vornehmen und hierfür Fördergelder aus dem EFRE-Programm erhalten. Am 1. November 2012 erfolgte die Übergabe des Areals von der Bundesanstalt für Immobilienaufgaben an die Hessische Landgesellschaft. Zu diesem Zeitpunkt waren bereits erste Kaufverträge mit Dritten geschlossen und es wurde mit weiteren Interessenten verhandelt.
Im November 2012 wurde bekannt, dass sich das Regierungspräsidium Gießen zur Unterbringung von bis zu 400 Flüchtlingen für eine Anmietung der Ostpreußen-Kaserne interessiert. Die Stadtverordnetenversammlung reagierte am 14. Dezember 2012 zwar mit der Berücksichtigung dieser Überlegungen bei der Aufstellung des Bebauungsplans Nr. 60. Doch sollte zunächst die weitere Entwicklung abgewartet werden, bevor Umsetzungsmaßnahmen eingeleitet würden. Kurz darauf informierte jedoch die Stadt, dass die Ostpreußen-Kaserne zunächst nicht für die Erstaufnahme von Asylbewerbern hergerichtet werden müsse. Dennoch würden Kapazitäten für 100 Asylsuchende geschaffen, die der Schwalm-Eder-Kreis aufnehmen muss.
Für den Bebauungsplan Nr. 60 „Gewerbegebiet ehemalige Ostpreußenkaserne“ wurde am 14. Dezember 2012 ein erneuter Planaufstellungsbeschluss gefasst. Im März und April 2013 erfolgte die frühzeitige Beteiligung der Bürger und der Träger öffentlicher Belange. Am 15. Mai 2014 fasste der Stadtrat den letzten notwendigen Satzungsbeschluss über den Bebauungsplan, der im Wesentlichen die Ausweisung von Gewerbegebietsflächen in der Ostpreußen-Kaserne zum Gegenstand hatte. Vorausgegangenen war eine Beschlussfassung, an der zwei Stadträte beteiligt waren, bei denen Besorgnis auf Befangenheit bestand. Die Kommunalaufsicht empfahl daher die Wiederholung der Abstimmung. Am 26. Juni 2014 erlangte der Bebauungsplan schließlich Rechtskraft.
Im Juni 2013 erhielt die Stadt vom Regierungspräsidium Kassel grünes Licht für die Gewerbeansiedlung, die einer Altreifenentsorgung mittels Pyrolyseverfahren im Bereich der südlichen Unterkunftsgebäude sowie einer Algenzucht in der Schießanlage der Ostpreußen-Kaserne dienen sollte. Insgesamt sollten damit 6,1 Hektar Kasernenfläche eine zivile Konversion erfahren. Des Weiteren interessierte sich ein Investor für eine 53.000 Quadratmeter große Fläche im technischen Bereich der Ostpreußen-Kaserne, um auf ihr den Betriebsteil eines in Thüringen beheimateten Panzerverschrottungsunternehmens aufzubauen. Am 15. Mai 2014 stimmte die Stadtverordnetenversammlung dem Verkauf zu einem Preis von 795.000 Euro zu. Zugleich wurde die Veräußerung von Grundstücken an ein anderes Unternehmen für die Algenzucht und Pyrolyse für 200.000 Euro beschlossen. Das Panzerverschrottungsunternehmen zog sich im August 2014 zurück, weil es das für den Erwerb notwendige Kapital nicht aufbringen konnte. Die Stadt erklärte daraufhin, die Flächen nunmehr anderweitig offensiv vermarkten zu wollen. Für Wirbel sorgte in diesem Zusammenhang, dass der kurz zuvor aus dem Amt geschiedene Bürgermeister von Homberg (Efze) als Berater dieses Investors gegenüber der Stadt auftrat, nachdem er selbst noch im Amt den Verkauf vorbereitet hatte.
Am 15. Juli 2013 erfolgte die Vergabe von Leistungen zur Sanierung der Infrastruktur in der Ostpreußen- und der Dörnberg-Kaserne. Die Sanierung des Abwassersystems in den Kasernen kostete etwa 3 Millionen Euro. Die Erneuerung der Wasser- und Stromversorgung sowie der Verkehrsanlagen verschlangen weitere 2,5 Millionen Euro. Schließlich wurden 300.000 Euro für landschaftliche Begleitmaßnahmen ausgegeben. Die Arbeiten wurden im August 2015 abgeschlossen.
Erstmals im September 2014 berichtete die von der Stadt Homberg/Efze beauftragte Hessische Landgesellschaft dem Stadtrat über ihr Vermarktungskonzept und dem erreichten Sachstand der Konversion. Demnach betrugen allein die Erschließungskosten 2014 und 2015 insgesamt 5,6 Millionen Euro auf den Kasernenarealen. Für Grundstücke der ehemaligen Ostpreußen-Kaserne seien lediglich vier Kaufverträge abgeschlossen worden.
Am 29. Januar 2015 wurde die Aufstellung der 1. Änderung des Bebauungsplans Nr. 60 „Gewerbegebiet ehemalige Ostpreußenkaserne“ beschlossen. Die öffentliche Auslegung und die Beteiligung der Träger öffentlicher Belange erfolgte im Juni und Juli 2015. Bereits am 24. September 2015 wurde der Planbeschluss durch die Stadtverordnetenversammlung gefasst. Doch erst am 17. August 2017 trat die Änderung in Kraft.
Die Stadtverordnetenversammlung beschloss am 17. Dezember 2015, dem Abriss von drei Unterkunftsgebäuden der Ostpreußen-Kaserne durch die Hessische Landgesellschaft zuzustimmen, um dadurch besser vermarktbare Gewerbefelder zu schaffen. Mitte 2016 wurde noch ein weiteres Gebäude zum Abriss freigegeben. Die Arbeiten wurden 2016 und 2017 durchgeführt.
Im Juni 2016 fand nach 2015 zum zweiten Mal auf dem Gelände der Ostpreußen-Kaserne ein Porsche-Treffen statt. Die Fahrzeuge sollten durch den Parcours gedriftet werden. Der dadurch entstandene Lärm und Gestank führte bei Anwohnern diesmal jedoch zu Protesten.
Während der Corona-Krise 2020 wurde das ehemalige Hessentagsgelände wiederentdeckt. Die hufeisenförmige Freifläche inmitten der Ostpreußen-Kaserne wurde nunmehr zu einem Autokino mit einer 60 Quadratmeter großen LED-Leinwand umgenutzt. Eine weitere Bühne diente Open-Air-Konzerten mit teilnehmendem Publikum, das in eigenen Kraftfahrzeugen saß.